# Les Oiseaux de passage (film, 2015)
 (mai 2024).
 (mai 2024).
La mise en forme du texte ne suit pas les recommandations de Wikipédia : il faut le « wikifier ».
Les points d'amélioration suivants sont les cas les plus fréquents. Le détail des points à revoir est peut-être précisé sur la page de discussion.
- Les titres sont pré-formatés par le logiciel. Ils ne sont ni en capitales, ni en gras.
- Le texte ne doit pas être écrit en capitales (les noms de famille non plus), ni en gras, ni en italique, ni en « petit »…
- Le gras n'est utilisé que pour surligner le titre de l'article dans l'introduction, une seule fois.
- L'italique est rarement utilisé : mots en langue étrangère, titres d'œuvres, noms de bateaux, etc.
- Les citations ne sont pas en italique mais en corps de texte normal. Elles sont entourées par des guillemets français : « et ».
- Les listes à puces sont à éviter, des paragraphes rédigés étant largement préférés. Les tableaux sont à réserver à la présentation de données structurées (résultats, etc.).
- Les appels de note de bas de page (petits chiffres en exposant, introduits par l'outil «  Source ») sont à placer entre la fin de phrase et le point final[comme ça].
- Les liens internes (vers d'autres articles de Wikipédia) sont à choisir avec parcimonie. Créez des liens vers des articles approfondissant le sujet. Les termes génériques sans rapport avec le sujet sont à éviter, ainsi que les répétitions de liens vers un même terme.
- Les liens externes sont à placer uniquement dans une section « Liens externes », à la fin de l'article. Ces liens sont à choisir avec parcimonie suivant les règles définies. Si un lien sert de source à l'article, son insertion dans le texte est à faire par les notes de bas de page.
- La présentation des références doit suivre les conventions bibliographiques. Il est recommandé d'utiliser les modèles {{Ouvrage}}, {{Chapitre}}, {{Article}}, {{Lien web}} et/ou {{Bibliographie}}. Le mode d'édition visuel peut mettre en forme automatiquement les références.
- Insérer une infobox (cadre d'informations à droite) n'est pas obligatoire pour parachever la mise en page.

Pour une aide détaillée, merci de consulter Aide:Wikification.
Si vous pensez que ces points ont été résolus, vous pouvez retirer ce bandeau et améliorer la mise en forme d'un autre article.
Pour les articles homonymes, voir Oiseau de passage.
Pour plus de détails, voir Fiche technique et Distribution.
Les Oiseaux de passage est un film franco-belge réalisé par Olivier Ringer et sorti en 2015.

## Synopsis
Pour Cathy, il n'est pas toujours facile d'être née le 29 février, surtout quand pour l'anniversaire de ses 10 ans, son papa n'a pas d'autre idée que de lui offrir un œuf à faire éclore. Quand un caneton sort de la coquille en présence de sa meilleure amie Margaux, celui-ci est persuadé que la petite fille est sa maman. Mais Margaux n'est pas en état de s'occuper d'un bébé canard, elle est coincée sur un fauteuil roulant et elle doit bientôt partir vivre en institution. Ses parents décident de se débarrasser de l'oiseau. Et quand Cathy et Margaux apprennent que le canard finira sans doute en conserve, elles se lancent dans un périple où elles découvriront bien plus sur elles-mêmes que sur le sauvetage d'un palmipède.

## Fiche technique
- Réalisation : Olivier Ringer
- Scénario :  Olivier Ringer, Yves Ringer
- Production :  Ring Prod, Les Films d'Antoine, Good Lap Production
- Image : Mihnea Popescu
- Musique : Bruno Alexiu et Adrien Volpi
- Montage : Alanté Kavaïté
- Durée : 84 minutes
- Dates de sortie : 
  - Canada : mars 2015
  - Belgique : 1er avril 2015 (Belgique)
  - Pays-Bas : 2 avril 2015
  - France : 9 novembre 2016

## Distribution
- Clarisse Djuroski : Cathy
- Léa Warny : Margaux
- Alain Eloy : le père de Cathy
- Myriem Akheddiou : La mère de Cathy
- Angelo Dello Spedale : Le père de Margaux
- Jeanne Dandoy : La mère de Margaux
- Camille Voglaire : Typhaine
- Renaud Rutten : Inspecteur

## Distinctions
- ECFA AWARD 2016 du Meilleur Film pour Enfants attribué par l'EUROPEAN CHILDREN'S FILM ASSOCIATION[1]
- Grand Prix du meilleur long métrage au 18ème Festival International du film pour enfants de Montréal (Canada, 2015)[2].
- Grand prix du meilleur long métrage au 55ème Festival International du Film pour Enfants de Zlin (République Tchèque, 2015)[3]
- ECFA Award au 55ème Festival International du Film pour Enfants de Zlin (République Tchèque, 2015)
- Prix Special "Ospedale Bambino Gèsu" au 45ème Festival de Giffoni (Italie, 2015)
- Grand Prix au 24ème Festival International du Film pour Enfants de Tokyo "Kineko" (Japon, 2015)
- Prix spécial du jury au 15ème Festival International du Film pour Enfants de Copenhague "Buster" (Danemark, 2015)
- Prix "Coup de Cœur du Public" au 33ème Carrousel International du Cinéma Jeunesse de Rimouski (Canada, 2015)
- Prix MDR (télévision régionale) du jury international au 20e Festival International du Film pour Enfants de Chemnitz "Schlingel" (Allemagne, 2015)
- Prix Special du Jury ECFA au 20ème Festival International du Film pour Enfants de Chemnitz "Schlingel" (Allemagne, 2015)
- Prix du Public "Paris Mômes" au 11ème Festival International du Film pour Enfants de Paris "Mon Premier Festival" (France, 2015)
- Premier Prix du Jury Adulte au 32ème Festival International du Film pour Enfants de Chicago (USA, 2015)
- ECFA Award au 7ème Festival International du Film pour Enfants de Bucarest "KINOdiseea" (Roumanie, 2015)
- CIFEJ Award au 18ème Festival International du Film pour Enfants de Pyrgos "Olympia" (Grèce, 2015)
- Prix du Meilleur Film au Festival International du Film pour Enfants de New Delhi "Smile" (Inde, 2015)
- Prix de la Meilleure Histoire au Festival International du Film pour Enfants de New Delhi "Smile" (Inde, 2015)
- Mention Spéciale "P'tite Université" au Festival Jeune Public "les Toiles Filantes" de Pessac (France, 2016)
- Prix "Centre de Loisirs de Romainville" au Festival Jeune Public "les Toiles Filantes" de Pessac (France, 2016)
- Grand prix du meilleur long métrage au Festival International du Film pour Enfants de New-York (USA, 2016)
- Grand prix du meilleur film au 33e Festival international du film pour enfants de Malmö (Suède, 2016)
- Grand prix du meilleur long métrage dramatique au 11ème Festival International du Film pour Enfants de Taiwan (Taiwan, 2016)
- Prix du Public "Little Folks Selection" au 18ème Wisconsin International Film Festival (Madison, USA, 2016)
- Prix du Meilleur Scénario au 6ème Festival International du Film pour Enfants et Adolescents de Bucarest "Dreamfest" (Roumanie, 2016)
- Prix du Meilleur Film (World's Film) au 4ème Festival International du Film pour Enfants de Tromso "Verdens Beste" (Norvège, 2016)
- Prix du Meilleur Scénario au 16ème Festival International du Film D-Cinema de Saitama "Skip City" (Japon, 2016)
- Prix du Public au 4ème La Costa International Film Festival (Carlsbad - San Diego, USA, 2016)
- Grand Prix au 4ème Festival International du Film pour Enfants de Sharjah (Emirats Arabes Unis, 2016)
- Prix "Gilardillo Junior" au Festival Européen du Film de Séville (Espagne, 2016)
- Prix du Meilleur Scénario au China International Children's Film Festival, Canton (China, 2017)
- Prix du Meilleur Long Métrage de Fiction au  Festival Inclùs, Barcelona (Spain, 2017)